# Рафаель Вольф
Рафаель Вольф (нім. Raphael Wolf, нар. 6 червня 1988, Мюнхен, Німеччина) — німецький футболіст, воротар клубу «Фортуна» (Дюссельдорф).

## Ігрова кар'єра
Рафаель Вольф народився у Мюнхені і займатися футболом почав у клубі «Унтергахінг» з передмістя Мюнхена. У 2004 році воротар приєднався до академії клубу «Гамбург», де виступав у молодіжній команді. У 2007 році Вольф був внесений у заявку першої команди але в основі не зіграв жодного матчу і через два роки відправився у сусідню Австрію, де підписав контракт з клубом австрійської Бундесліги «Капфенберг», де одразу зайняв місце в основі і провів за три сезони понад сто матчів у чемпіонаті Австрії.
Перед початком сезону 2012/13 Вольф повернувся до Німеччини - до клубу «Вердер». Перший сезон в клубі Вольф грав лише за другу команду. Його дебют у складі «Вердера» відбувся у листопаді 2013 року. Першу половину сезону 2014/15 Вольф був беззаперечним першим номером в команді. Але його нестабільна гра змусила керівництво клубу шукати іншого воротаря. У ході сезону 2015/16 Вольф багато часу втратив через травму стегна і остаточно залишився поза основним складом. Після кількох операцій він тренувався з «Вердером» до кінця сезону 2016/17, поки не закінчився його контракт з клубом.
Влітку 2017 року Вольф як вільний агент підписав однорічний контракт з «Фортуною» з Дюссельдорфа, де починав як дублер основного воротаря Міхаеля Рензінга. Але через травму останнього Вольф дуже швидко зайняв постійне місце в основі. Пізніше воротар кілька разів продовжував дію контракту з клубом.